# Цяоси (Шицзячжуан)
Цяоси́ (кит. упр. 桥西, пиньинь Qiáoxi) — район городского подчинения городского округа Шицзячжуан провинции Хэбэй (КНР).

## История
Район был создан в 1956 году путём объединения районов Юнъань (永安) и Синьхуа (新华). В связи с тем, что новый район расположился западнее большого моста, по которому проходит железная дорога Пекин-Гуанчжоу, то он получил название «Цяоси» («Западнее моста»). В 1960 году территория района была расширена. В 1969 году районы были разделены вновь, причём Цяоси получил название «Хунвэй» (红卫区, район Красных защитников). В 1979 году району было возвращено название «Цяоси».
В 2014 году был расформирован район Цяодун, и южная половина его территории была включена в состав района Цяоси.

## Административное деление
Район Цяоси делится на 17 уличных комитетов.